# Оки, Михо
Михо Оки (яп. 沖美穂, род. 8 марта 1974, Сендай) — японская шоссейная велогонщица. Является 11-кратной чемпионкой Японии. Её карьера пришлась на 2000-е годы.

## Карьера
Михо Оки родилась на острове Хоккайдо, и в начале своей спортивной карьеры тренировалась, чтобы стать конькобежкой, но в 22 года перешла в велоспорт. Она выиграла первый Чемпионат Японии по шоссейному велоспорту среди женщин, состоявшийся в 1998 году, и завоевала этот титул одиннадцать раз подряд. С 2002 года она стала первой японкой, участвовавшей в женском профессиональном туре в Европе, выступая за французские, итальянские и голландские команды. В 2002 году она выиграла Трофе де гримпёр. Она представляла Японию на летних Олимпийских играх 2000, 2004 и 2008 годов. В 2008 году она прекратила участвовать в соревнованиях и стала советником по женскому кейрину.

## Достижения
1998
 Чемпион Японии — групповая гонка
1999
 Чемпион Японии — групповая гонка
2000
 Чемпион Японии — групповая гонка
Тур Окинавы
2001
 Чемпион Японии — групповая гонка
2002
 Чемпион Японии — групповая гонка
Трофе де гримпёр
2-я на Туре Лимузена
3-я на Туре Берна
2003
 Чемпион Японии — групповая гонка
2004
 Чемпион Японии — групповая гонка
3-я на Джелонг Ворлд Кап
2005
Чемпион Японии — групповая гонка
Ледис Берри Классик Эндр
3-я на Туре Новой Зеландии
3-я на Трофей Альфредо Бинды — коммуны Читтильо
2006
- Чемпион Японии[англ.] — групповая гонка
- Чемпион Японии[англ.] — индивидуальная гонка

2-я на Джелонг Ворлд Кап
2007
Чемпион Японии — групповая гонка
Чемпион Японии — индивидуальная гонка
2008
Чемпион Японии — групповая гонка

### Статистика выступления наГранд-турах
| Гонка / Год          | 2001           | 2002           | 2003           | 2004           | 2005           | 2006 | 2007 | 2008 |
| -------------------- | -------------- | -------------- | -------------- | -------------- | -------------- | ---- | ---- | ---- |
| Гранд Букль феминин  | 40             | DNF            | —              | —              | —              | —    | —    | —    |
| Рут де Франс феминин | не проводилась | не проводилась | не проводилась | не проводилась | не проводилась | —    | 21   | —    |
| Тур де л'Од феминин  | —              | 23             | DNF            | —              | —              | —    | 64   | 42   |
| Джиро д’Италия Донне | —              | —              | —              | 45             | 25             | 42   | DNF  | 38   |